# Otto Heckmann
Otto Hermann Leopold Heckmann (ur. 23 czerwca 1901 w Opladen, Niemcy, zm. 13 maja 1983 w Getyndze), niemiecki astronom, znany dzięki pracom nad pomiarami pozycji gwiazd. Zajmował się również mechaniką statystyczną.
Uzyskał doktorat z astronomii na Uniwersytecie w Bonn w 1925, po ukończeniu studiów pozostał na uniwersytecie jako asystent w obserwatorium w latach 1925-1927. Następnie przeniósł się do Obserwatorium Uniwersyteckiego w Getyndze, gdzie został asystentem Hansa Kienlego, ówczesnego dyrektora obserwatorium w latach 1927-1935. W 1929 został również wykładowcą astronomii na Uniwersytecie w Getyndze, a w 1935 roku został adiunktem. Od 1941 do 1962 kierował obserwatorium hamburskim, potem został pierwszym dyrektorem Europejskiego Obserwatorium Południowego. 
Zorganizował międzynarodowy program, którego zadaniem było fotografowanie i nanoszenie pozycji gwiazd na północnej półkuli nieba. Aktywnie przyczynił się do powstania trzeciego katalogu Niemieckiego Towarzystwa Astronomicznego Astronomische Gesellschaft, znanego jako AGK3. Napisał książkę Theorien der Kosmologie.
W 1931 udowodnił, że zgodnie z założeniem, iż materia rozmieszczona jest we Wszechświecie w sposób homogeniczny i jest izotropowa, ogólna teoria względności może prowadzić zarówno do modelu Wszechświata otwartego jak i zamkniętego.

## Wyróżnienia

### Nagrody
- 1961: medal Jamesa Craiga Watsona
- 1962: Prix Jules-Janssen
- 1964: Bruce Medal

### Nazwane jego imieniem
- Planetoida (1650) Heckmann